# Kodeks paryski

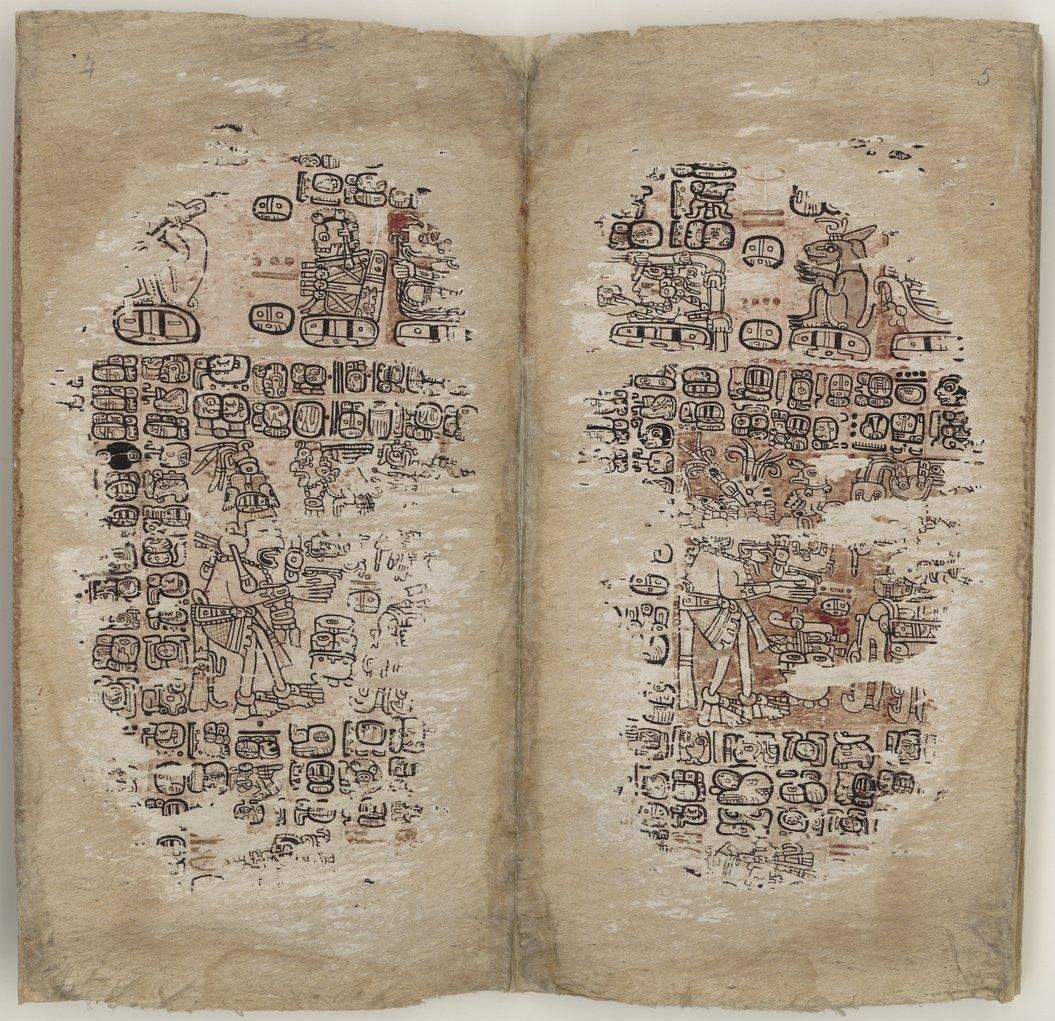
Strony 4-5

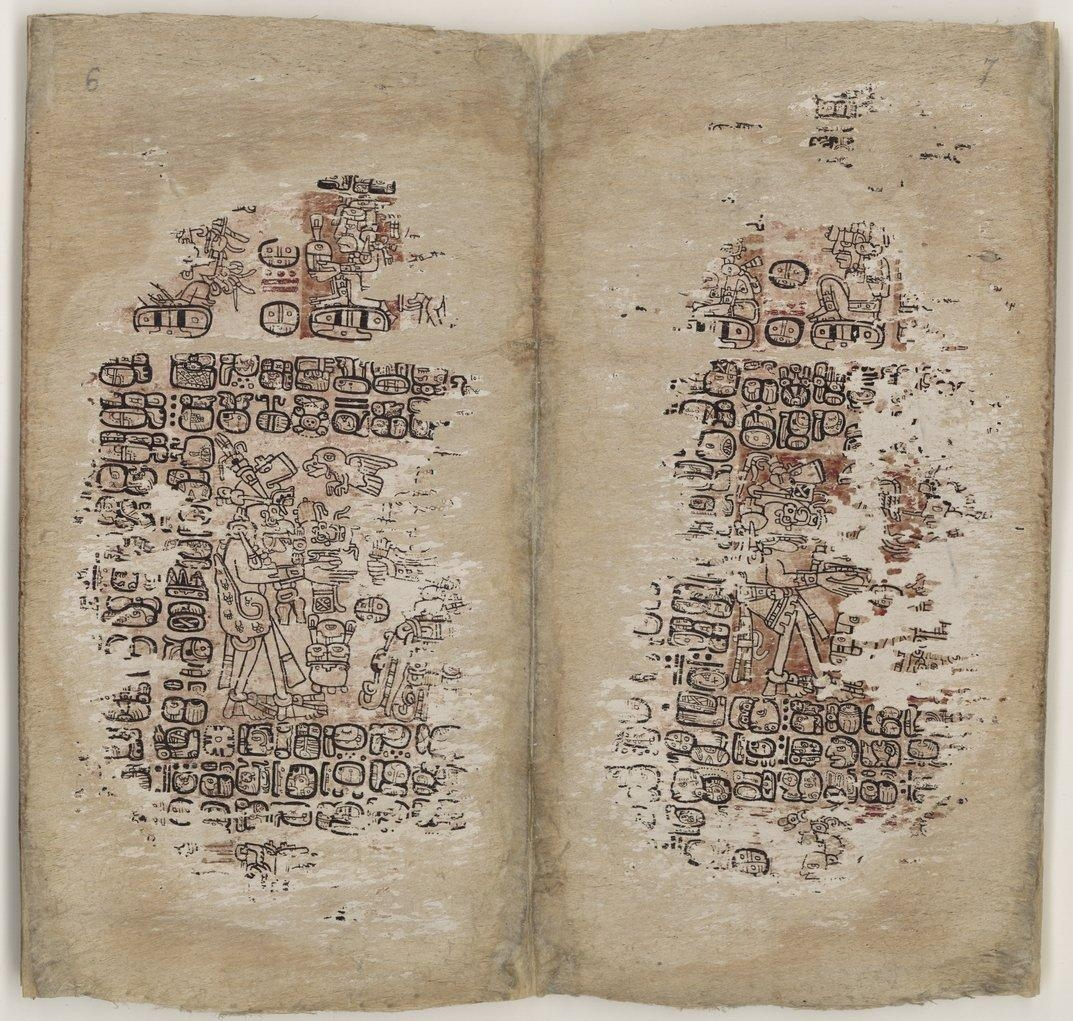
Strony 6-7

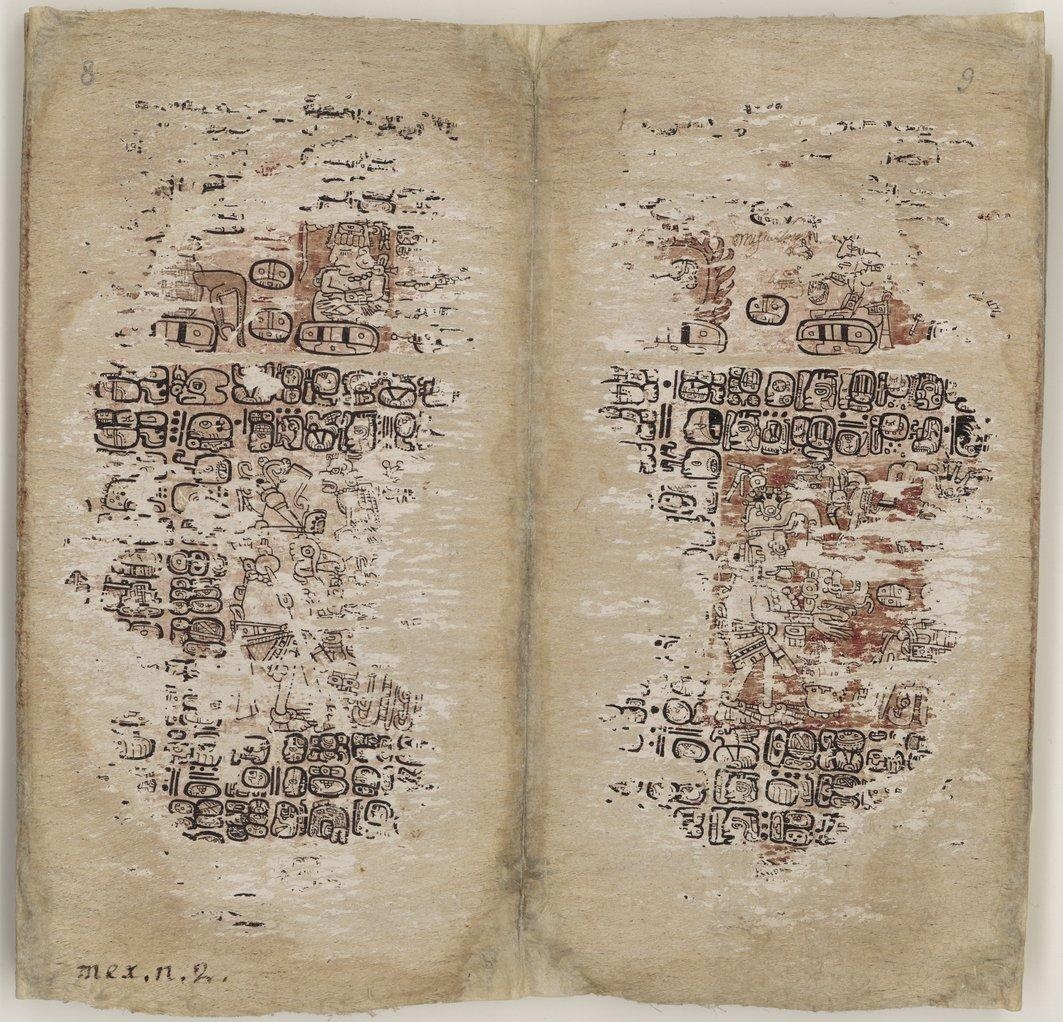
Strony 8-9

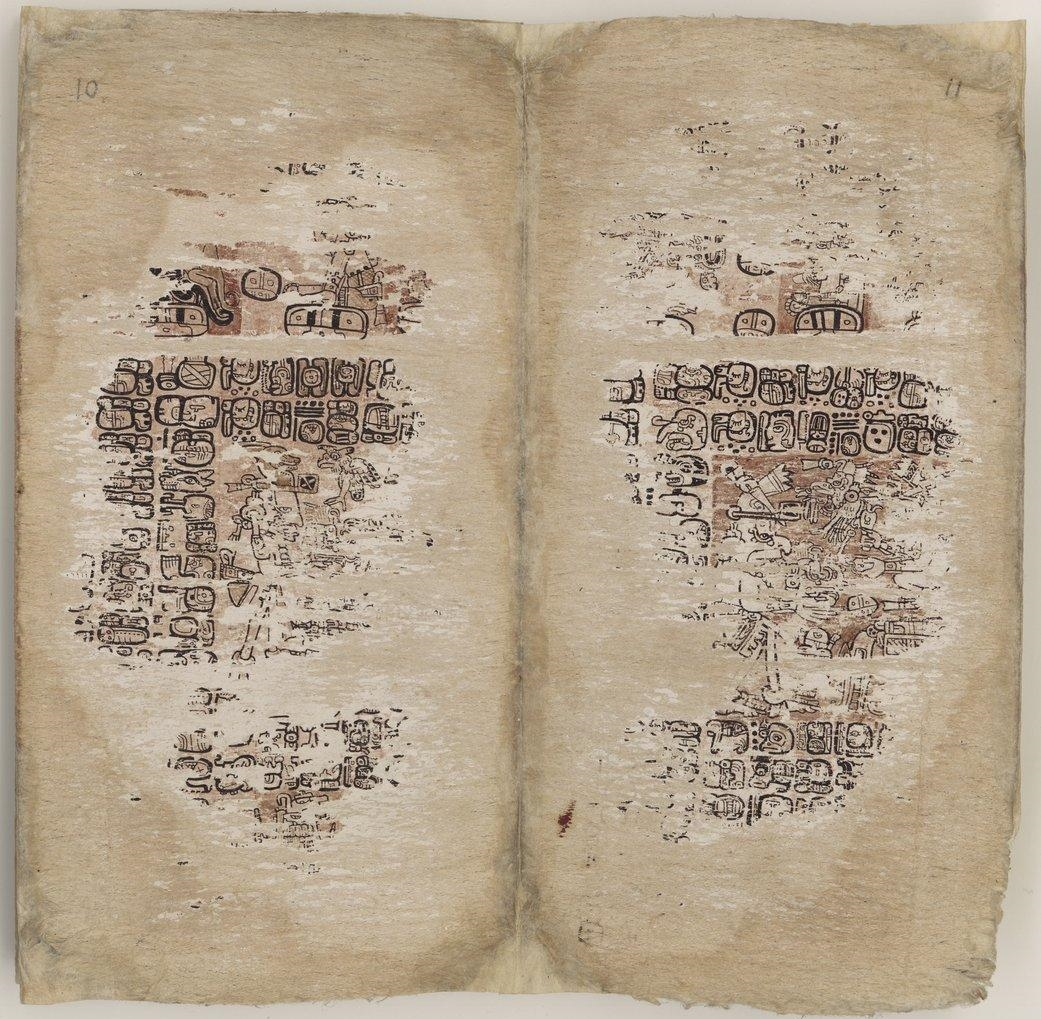
Strony 10-11

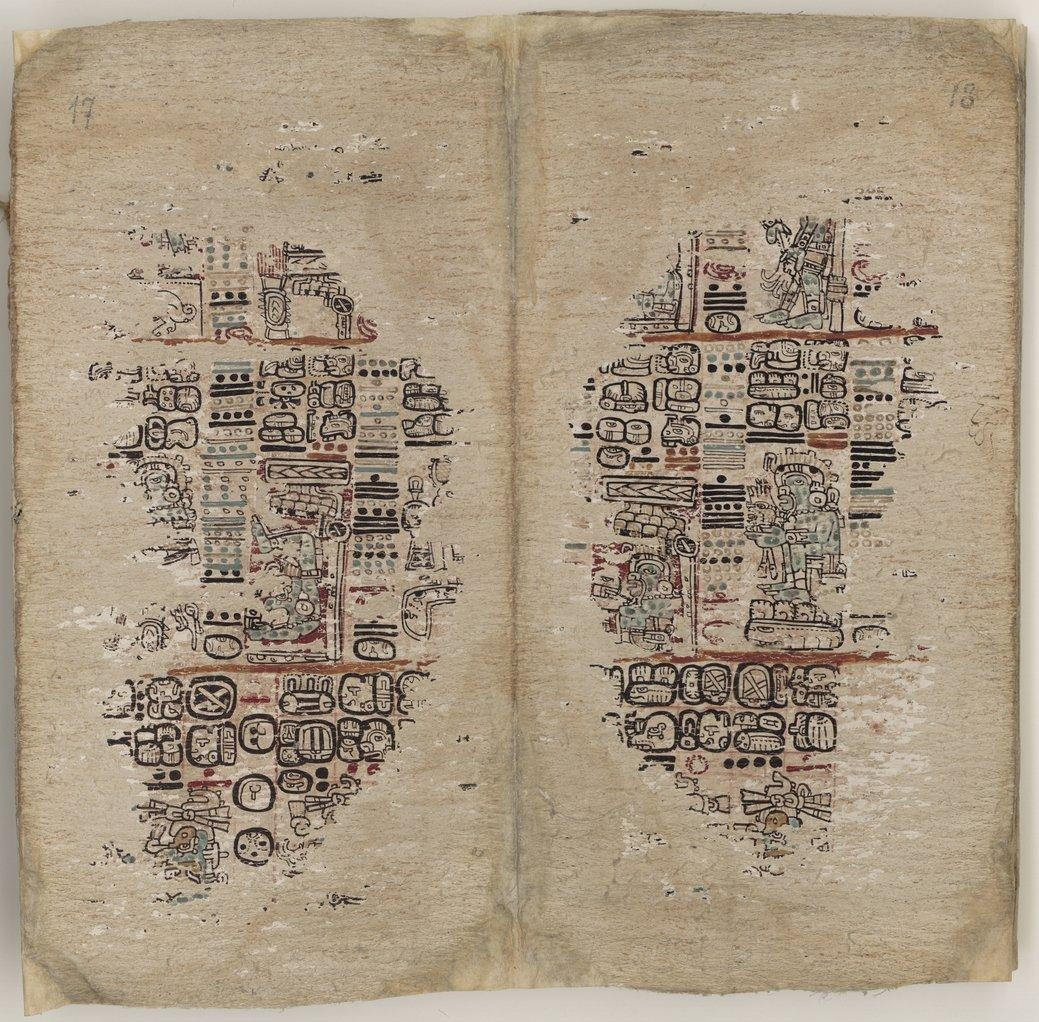
Strony 15-16

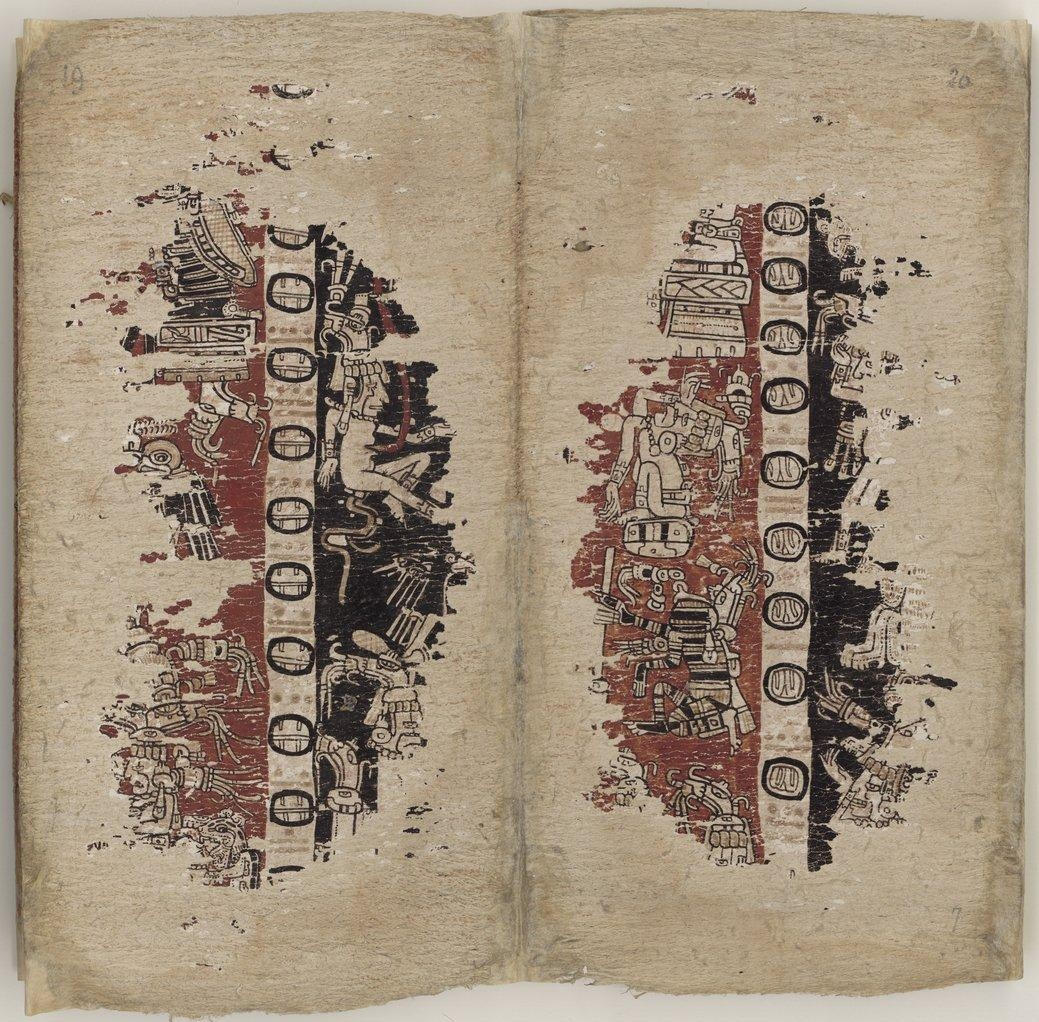
Strony 17-18

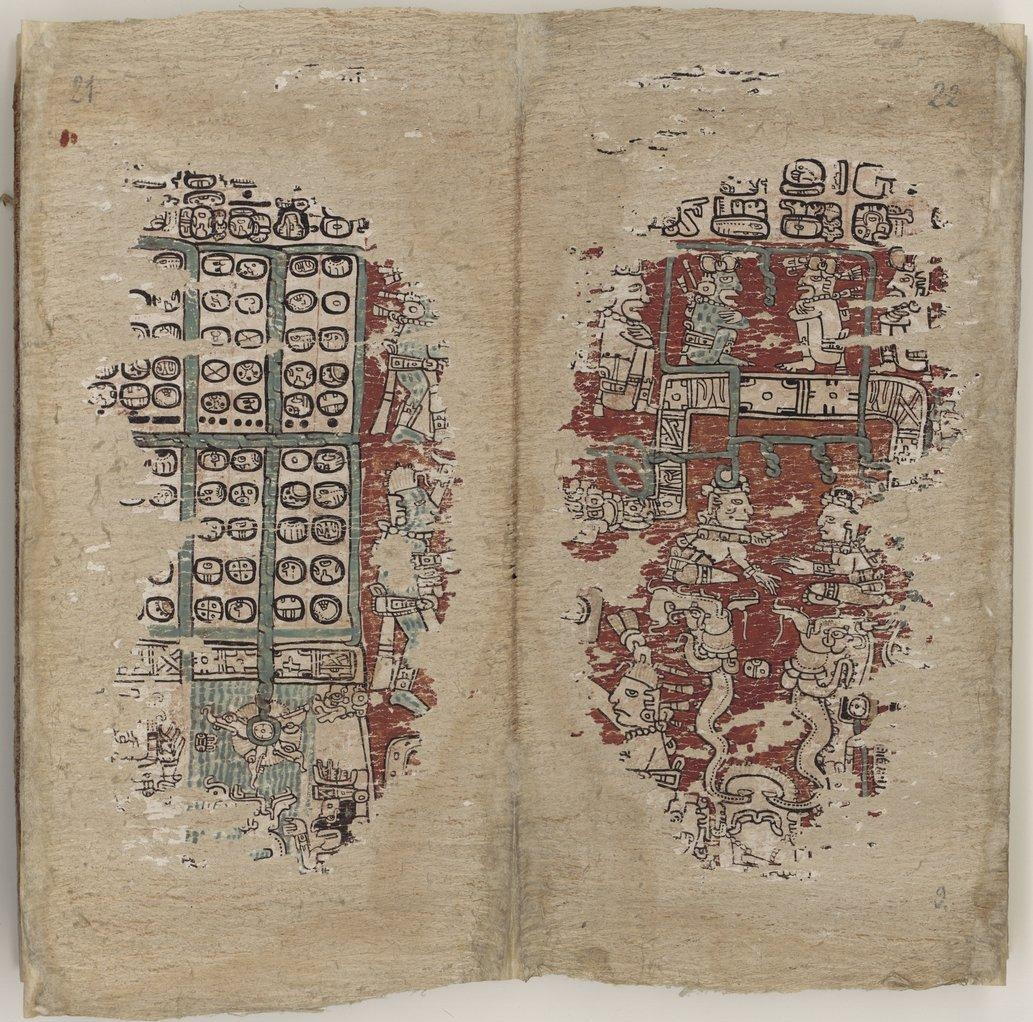
Strony 19-20

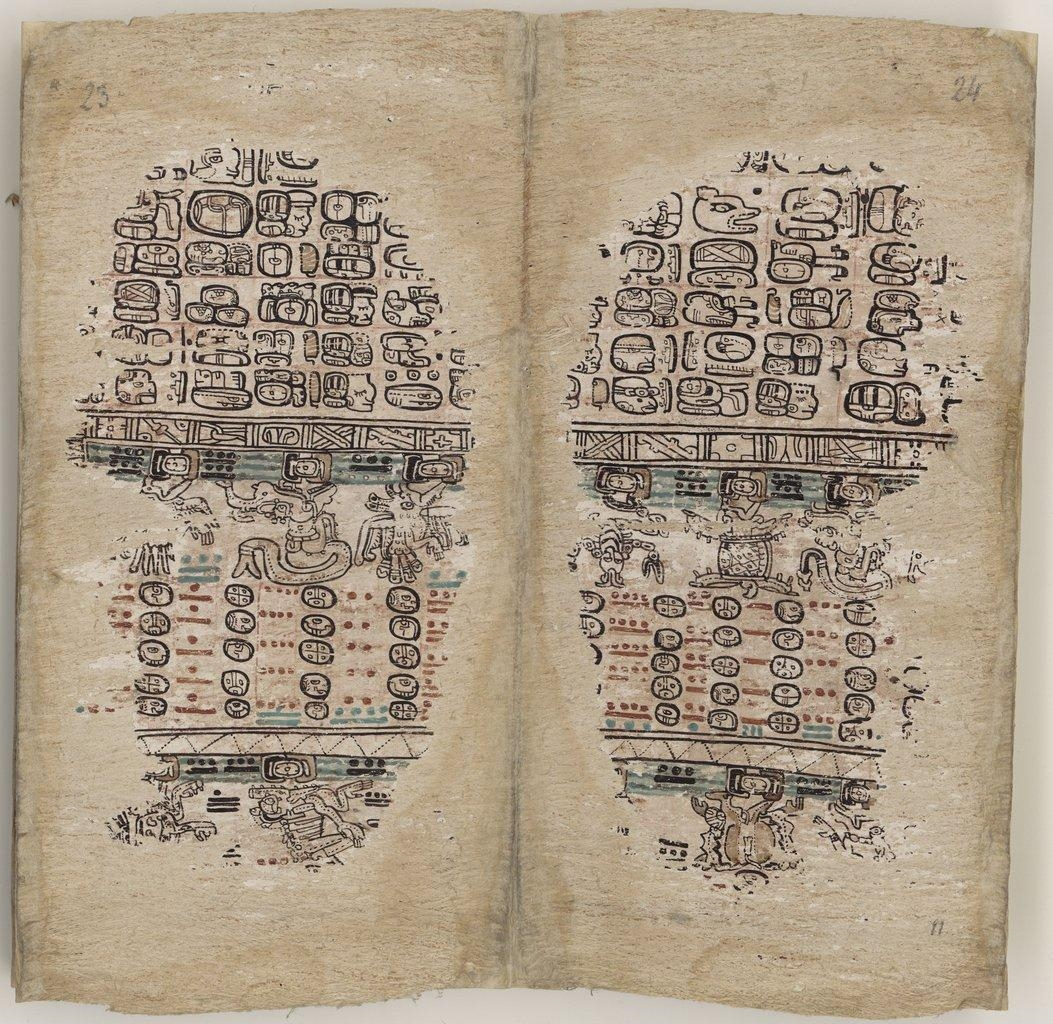
Strony 21-22

Strony 23-24

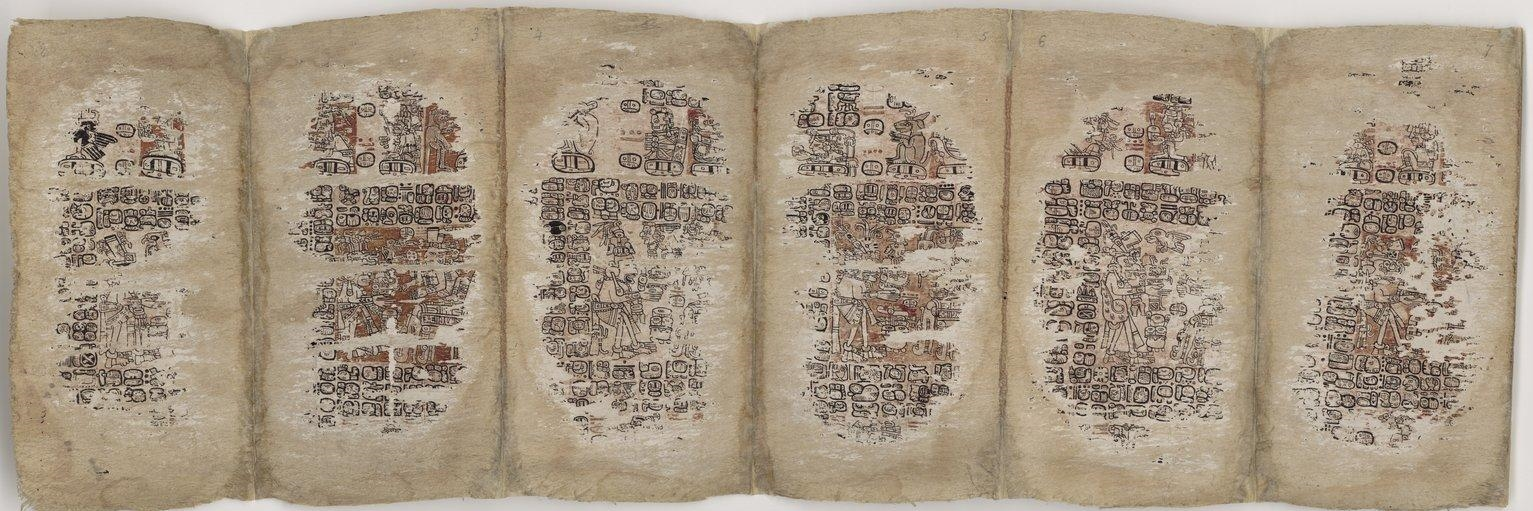
Strony 2-7

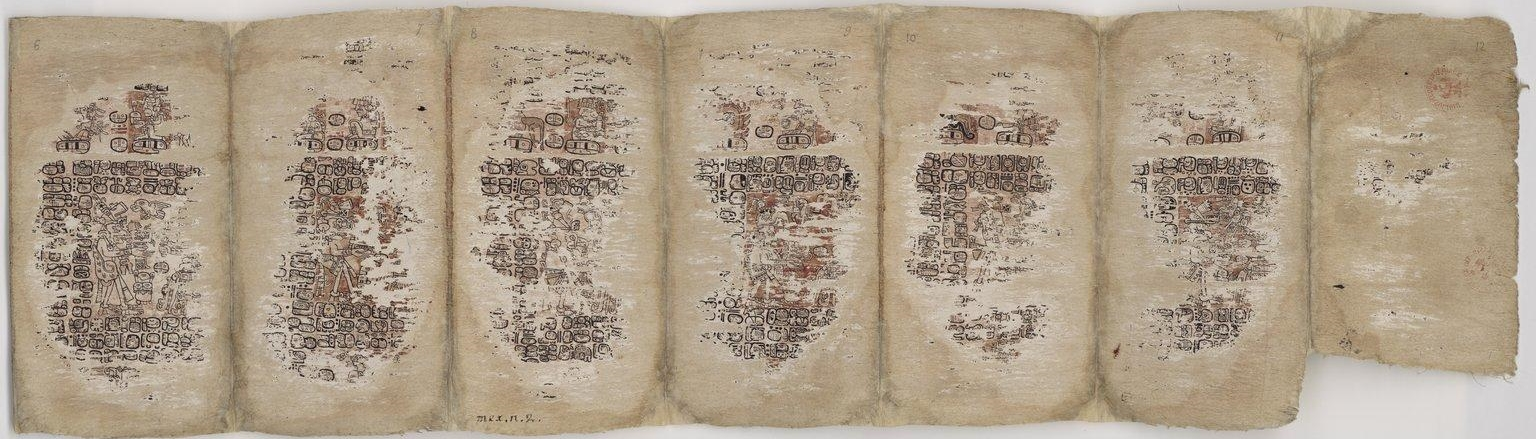
Strony 6-12

Strony 15-20

Strony 19-24

Kodeks Paryski (Paris Codex lub zwany czasem Peresianus Kodeks i Kodeks Maja-Tzental) – oryginalny majański dokument dotyczący wróżbiarstwa i obrzędów religijnych.

## Historia odkrycia
Kodeks paryski został odkryty w 1859 przez francuskiego uczonego Léona de Rosny. Zawinięte w kawałki papieru, na którym widniały hiszpańskie słowa Peres i Nahuatl tzeltal zostały znalezione w koszu na śmieci. Jak się okazało owe dokumenty znajdowały się w paryskim muzeum już od roku 1832, kiedy to Francuska Biblioteka Narodowa zakupiła i skatalogowała je jako numer dwa Pisma Mexicain.

## Pierwsze publikacje
Pierwsze wzmianki na temat kodeksu pochodzą z 1835 r., kiedy to rysownik Aglino przyniósł stronę do pana Kingborough, który miał zamiar wydać pracę pt. "Starożytność Meksyku". Dzieło to nigdy nie zostało wydane, lecz owa kartka została skopiowana (oryginał nie zachował się) i znajduje się ona obecnie w Bibliotece Chicago.
Poważna publikacja nastąpiła w 1864 r. – S. E. M. Duruy, Minister Instytucji Publicznej i Prezydent Komisji Starożytnego Meksyku, wykonał czarno-białe fotografie i wydał je w niewielkim nakładzie (10-50 szt). Ta edycja jest obecnie przechowywana w Bibliotece Narodowej w Paryżu. Zdjęcia były ponownie wydawane w 1909 i w 1968.
W 1887 r. Léon de Rosny wydrukował wersję chromolitograficzną w 45 albo 85 kopiach. To wydanie kodeksu paryskiego zostało najbardziej rozpowszechnione. Na podstawie tej wersji kodeksu w 1968 r. Graz oraz F. Anders wydali kodeks paryski w wersji książkowej wraz z opisami i komentarzami oraz z oryginalnymi kolorami kodeksu. Ta wersja posłużyła natomiast do wydania przez Thomasa A. Lee, Jr. pracy pt. Los Códices Maja w 1985 r.

## Wygląd i treść
Ostateczny wygląd kodeksu paryskiego przedstawiony jest na 45-centymetrowych pasach papieru o 24 stronach, gdzie 13 z nich jest pomalowanych z obydwu stron. Dwie strony są obecnie zupełnie niewidoczne i mają jedynie hieroglify na marginesie. 
Kodeks paryski zawiera informacje na temat rytuałów. Na początku każdego arkusza zaznaczone są daty (katun) zaczynające się od 1224 roku, a kończące na 1441. Na stronach mowa jest o bogach Majów i uroczystościach z nimi związanych. Przedstawione są również szczegóły rytuałów i proroctwa. Z tyłu strony zapełnione są przepowiedniami almanachów, nowymi uroczystościami w roku i zodiakami podzielonymi na 364 dni.

## Datowanie
Kodeks paryski został prawdopodobnie napisany w XIII wieku i prawdopodobnie starszy jest od Kodeksu Drezdeńskiego.